# Pyeon-uijeom Saetbyeor-i
Pyeon-uijeom Saetbyeor-i (편의점 샛별이?, titolo internazionale Backstreet Rookie) è un drama coreano trasmesso su SBS TV dal 19 giugno all'8 agosto 2020.

## Trama
Choi Dae-hyun incontra un gruppo di studenti delle scuole superiori, tra cui Jung Saet-byul, che sembrano essere dei piantagrane. Saet-byul chiede a Dae-hyun di comprare delle sigarette per loro in un minimarket, ma compra dolci e dà a Saet-byul il suo numero.
Tre anni dopo, Dae-hyun gestisce un piccolo minimarket. Quando cerca un lavoratore part-time che svolga il turno di notte, Saet-byul fa domanda per un lavoro e inizia a lavorare lì.

## Personaggi
- Choi Dae-hyun, interpretato da Ji Chang-wook
- Jung Saet-byul, interpretata da Kim Yoo-jung

## Colonna sonora
1. Something – Kang Daniel
2. Crazy – April
3. Love Ya – Kim Tae-woo (g.o.d)
4. Sleepless Night (잠이 오지 않는 밤에) – Rothy
5. Treasure (보물) – Colde
6. See Saw (시소) – Park Kyung (Block B), SeolA (Cosmic Girls)
7. I'll Miss You – Lim Ji-woo